# Grafschaft Sens
Die Grafschaft Sens mit dem Hauptort Sens bestand bereits zur Zeit der Karolinger. Mitte des 11. Jahrhunderts wurde sie vom französischen König erworben und in die Domaine royal eingegliedert.
Arnulf (* wohl 794, † nach März/April 841), außerehelicher Sohn des Kaisers Ludwigs des Frommen, war Graf von Sens.
Richard der Gerichtsherr († 921), erster Herzog von Burgund seit 918, eroberte die Grafschaft 894/895 im Rahmen der Konsolidierung seines späteren Herzogtums.
Nach dem Tod von Richards Sohn, des französischen Königs Rudolf im Jahr 936, wollte sein Bruder Hugo der Schwarze († 952), Herzog von Burgund seit 923, die Autorität des Robertiners Hugo der Große, Herzogs von Franzien seit 936, nicht anerkennen. Die folgende militärische Auseinandersetzung führte zur Unterwerfung Hugos des Schwarzen, der in diesem Zusammenhang die Grafschaft Sens abtreten musste.
Im Jahr 1055 wurde die Grafschaft Sens von König Heinrich I. erworben und in die Domaine royal eingegliedert.

## Grafen von Sens
- Hugo, Graf von Tours, war vermutlich auch Graf von Sens, er wurde 828 abgesetzt
- Arnulf (* wohl 794, † nach März/April 841) (Karolinger)
- Konrad († 882) (Welfen)
- Richard der Gerichtsherr (858–921), Graf von Sens 895/896–921 (Buviniden)
  - Warnarius (X 6. Dezember 924) 895 Vizegraf von Sens, 895/896 Graf von Troyes; ⚭ Teutberga von Arles, Schwester des Hugo I. König von Italien (Bosoniden)
- Rudolf von Burgund († 936), Sohn Richards, Graf von Sens 921–923
- Hugo der Schwarze († 952), dessen Bruder, Graf von Sens 923–936/940
  - Richard († vor 948), Sohn von Warnarius, Vizegraf von Sens und Graf von Troyes bis 933
- Hugo der Große († 956) Graf von Sens 936/940–956 (Robertiner)
- Fromond I. († 948), vermutlich ein Sohn von Warnarius, Vizagraf dann Graf von Sens
- Rainald I. der Alte († 996), dessen Sohn, Graf von Sens
- Fromond II. († 1012), dessen Sohn, Graf von Sens
- Rainald II. († 1055), dessen Sohn, Graf von Sens